# 長野具藤
長野 具藤（ながの ともふじ）は、戦国時代から安土桃山時代にかけての大名、武将。長野氏の第16代当主。長野御所（ながのごしょ）と称された。

## 生涯
天文21年（1552年）、伊勢北畠氏の当主である北畠具教の次男として生まれる。
永禄元年（1558年）、父・具教が長野氏と和睦したとき、父の命によって第15代当主・長野藤定の養子として送り込まれ、長野氏の家督を継承することとなる。その後は父に従って長野軍を指揮し、永禄2年（1559年）に赤堀氏や関氏などを攻めたが、いずれも敗北した。
永禄11年（1568年）、尾張国の織田信長が伊勢に侵攻して来ると、具藤は徹底抗戦をしようとしたが、同じく抗戦を主張した長野氏一族の細野藤敦と対立して内紛が発生し、具藤は藤敦に敗れて多芸城に逃亡した。これにより長野氏は和睦派が主導権を掌握し、永禄12年（1569年）には信長に降伏し、信長の弟・信包を長野氏の当主として迎えたため、具藤は当主としての地位を失うこととなった。
天正4年（1576年）11月25日の三瀬の変で織田信雄の命をうけた土方雄久・津川義冬・日置大膳亮らによって田丸城において他の北畠一族もろとも殺害された。享年25。
室は長野藤定の娘・吉子。のち織田信包の室となった。